# Morte e funeral do Príncipe Filipe, Duque de Edimburgo
Em 9 de abril de 2021, o Príncipe Filipe, Duque de Edimburgo, marido da rainha Isabel II do Reino Unido e de outros reinos da Commonwealth, o consorte real mais antigo da história mundial, morreu aos 99 anos, no Castelo de Windsor, dois meses antes de seu 100º aniversário. O comunicado oficial da família real disse que "morreu em paz". O seu funeral ocorreu a 17 de abril. O atestado de óbito, certificado por Sir Huw Thomas, chefe da Royal Medical Household, declarou a causa da morte como "velhice".
A morte do Duque deu início à Operação Forth Bridge, um plano detalhando de procedimentos, incluindo a disseminação de informações, o luto nacional e o funeral. O Duque havia indicado o desejo de um funeral menor, embora ainda fossem feitas alterações no plano para alinhar o seu serviço com os regulamentos da COVID-19, incluindo a quarentena para membros da família do duque que viajassem do exterior.
Representantes de nações e grupos em todo o mundo enviaram condolências à Rainha, ao povo britânico e aos cidadãos da Commonwealth. Flores e mensagens de condolências foram deixadas pelo público no Palácio de Buckingham e no Castelo de Windsor, com membros da família real prestando homenagem ao duque nos dias após a sua morte.

## Problemas de saúde e morte

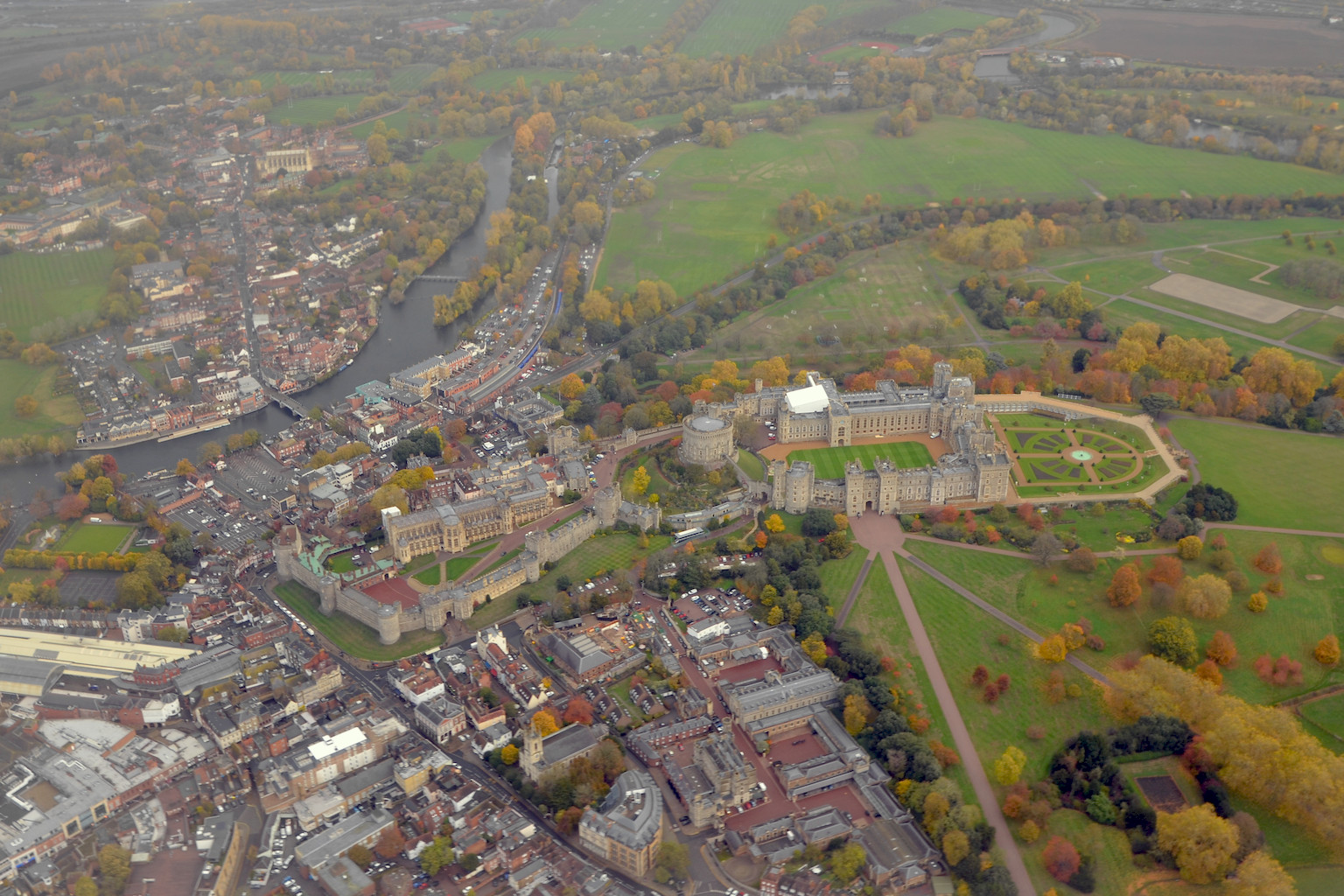
Castelo de Windsor fotografado em 2019; foi aqui que o duque morreu e que seu funeral e sepultamento aconteceram

O príncipe Filipe, teve várias hospitalizações nos anos que antecederam à sua morte. Em 2012, foi internado no hospital com uma infeção na bexiga. Onde passou por uma cirurgia exploratória no abdômen, em junho de 2013, foi submetido a uma cirurgia para a substituição do quadril em abril de 2018. Em 16 de fevereiro de 2021, o duque foi internado no King Edward VII's Hospital como medida de precaução após sentir indisposto. A 1 de março, o duque foi transferido para o Hospital de São Bartolomeu e, a 3 de março, foi submetido a um procedimento bem-sucedido para o seu problema cardíaco existente. Em 5 de março, foi transferido de volta para o King Edward VII's Hospital, e a 16 de março recebeu alta e voltou ao Castelo de Windsor.
Três semanas após o seu retorno do hospital, a sua morte foi anunciada pela família real ao meio-dia de 9 de abril de 2021, com o lançamento de um comunicado dizendo que ele havia "morrido pacificamente" naquela manhã no Castelo de Windsor. A nora do duque, Sofia, Condessa de Wessex, descreveu a sua morte como "... tão gentil. Foi como se alguém o pegasse pela mão e ele partisse". A rainha estava supostamente ao lado da cama do seu marido quando ele morreu.

## Operação Forth Bridge

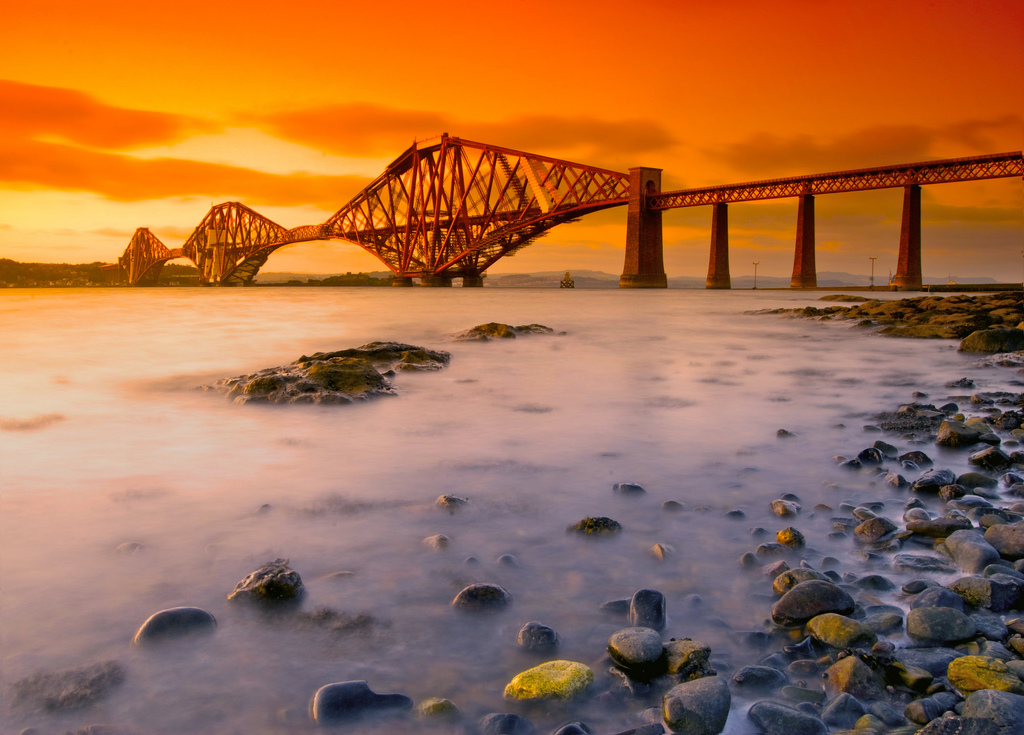
The Forth Bridge, homônimo do plano

O plano nacional para lidar publicamente com a morte do duque foi chamado de Operação Forth Bridge, em homenagem à Forth Bridge perto de Edimburgo, a cidade do seu ducado. De acordo com o College of Arms, o plano original da Ponte Forth foi emendado à luz da pandemia do COVID-19.
Iniciado após a sua morte, o plano incluía um comunicado à imprensa emitido pelo Palácio de Buckingham simultaneamente à BBC e à Press Association; O protocolo pressupõe que o lorde camarista consultou a rainha antes do comunicado à imprensa. No momento do lançamento, as bandeiras foram baixadas a meio mastro, onde permaneceram por um período de luto nacional que durou até as 8 horas do dia seguinte ao funeral do Duque.

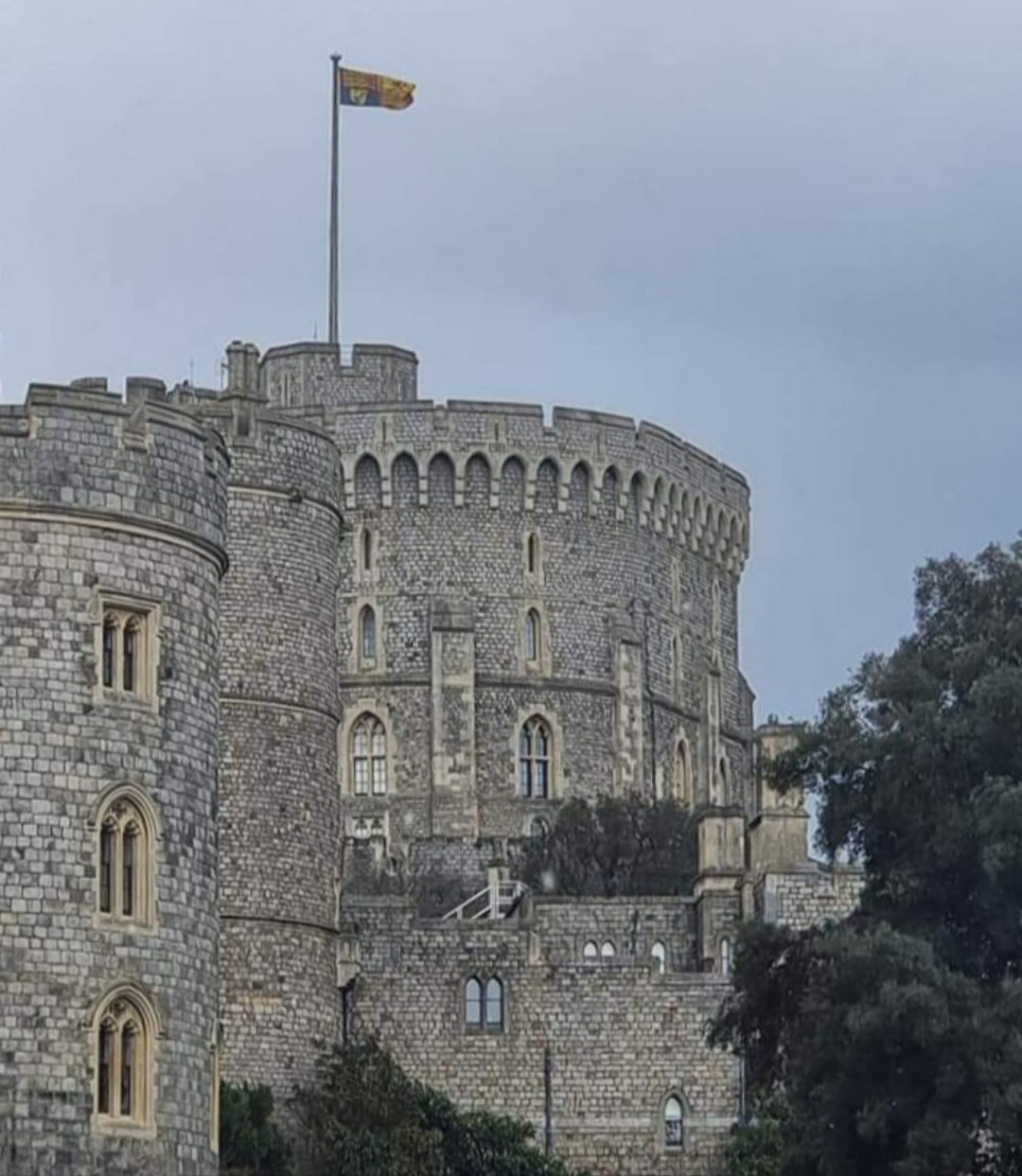
A bandeira da monarca voando com mastro total no Castelo de Windsor a 11 de abril

Todas as Bandeiras da União e bandeiras nacionais foram baixadas e a orientação do governo sugeriu que outras bandeiras em edifícios governamentais - por exemplo, bandeiras das Forças Armadas ou bandeiras do Orgulho - fossem substituídas por uma Bandeira da União a meio mastro para o período de luto. No entanto, o Royal Standard (na época, a bandeira acima do Castelo de Windsor) continuou a ser hasteada com o mastro completo, pois representa a presença do monarca vivo. Membros do Parlamento (MPs) usavam gravata preta quando na Câmara dos Comuns, e também usavam braçadeiras pretas no seu braço esquerdo. Nenhuma lei foi aprovada durante o período de luto de oito dias.
O comunicado de imprensa foi divulgado ao meio-dia. A BBC suspendeu toda a programação não infantil até pelo menos 18h do dia 9 de abril e substituiu-a por uma programação respeitosa após o anúncio. Na rádio, as transmissões foram alteradas primeiro para o hino nacional e depois para música sombria. Os canais de televisão da BBC adotaram reportagens especiais sobre a vida do duque. Na BBC News, a apresentadora Martine Croxall interrompeu os relatórios contínuos para anunciar a morte do príncipe. Ela removeu o colar antes do canal cortar brevemente as imagens do duque para permitir que ela se vestisse de preto; todos os canais da BBC então assumiram o feed da BBC News para a reportagem.
Para anunciar as notícias na BBC One, a transmissão foi apagada, com um simples cartão de título aparecendo e anunciando uma reportagem. Croxall anunciou a morte do duque novamente antes de ler o comunicado à imprensa. Após o anúncio, foi mostrada uma imagem do duque, com o hino nacional tocado. Um formato semelhante também foi seguido na rádio BBC. Croxall foi substituído pelo principal âncora da BBC News, Huw Edwards, do BBC News at One. Enquanto isso, na ITV, uma entrevista ao vivo no This Morning foi interrompida, com o apresentador Eamonn Holmes discretamente informado da morte por membros da tripulação, a fim de anunciar a notícia. Ele e Ruth Langsford encerraram o programa e a rede mudou o seu feed para ITN para Lucrezia Millarini anunciar a notícia. As outras grandes emissoras britânicas, Canal 4 e Canal 5, tiveram respostas semelhantes, e todas as redes suspenderam a programação regular até várias horas na tarde e noite de 9 de abril; programação na BBC Four foi suspensa durante todo o dia. Apresentadores de televisão da BBC têm roupas pretas à mão no caso de mortes repentinas de altos representantes, e uma diretriz da BBC viu todos os apresentadores e convidados, durante a programação suspensa, vestindo preto. Nos canais da BBC, os apresentadores ainda estavam vestidos de preto no fim de semana após a morte do duque e a 12 de abril, enquanto os apresentadores da ITV no Good Morning Britain naquela data não. O Canal 4 foi posteriormente criticado por continuar com grande parte de sua programação planejada na noite de 9 de abril, mas tanto a BBC quanto a ITV receberam uma enxurrada de reclamações de telespectadores por adiar ou cancelar seus programas regulares para permitir uma cobertura contínua. As avaliações dos telespectadores caíram nas redes de televisão, exceto no Canal 4, que ganhou telespectadores. A 13 de abril, a BBC havia recebido quase 111.000 reclamações sobre a sua cobertura, ultrapassando Jerry Springer: The Opera como a transmissão mais reclamada da Grã-Bretanha.

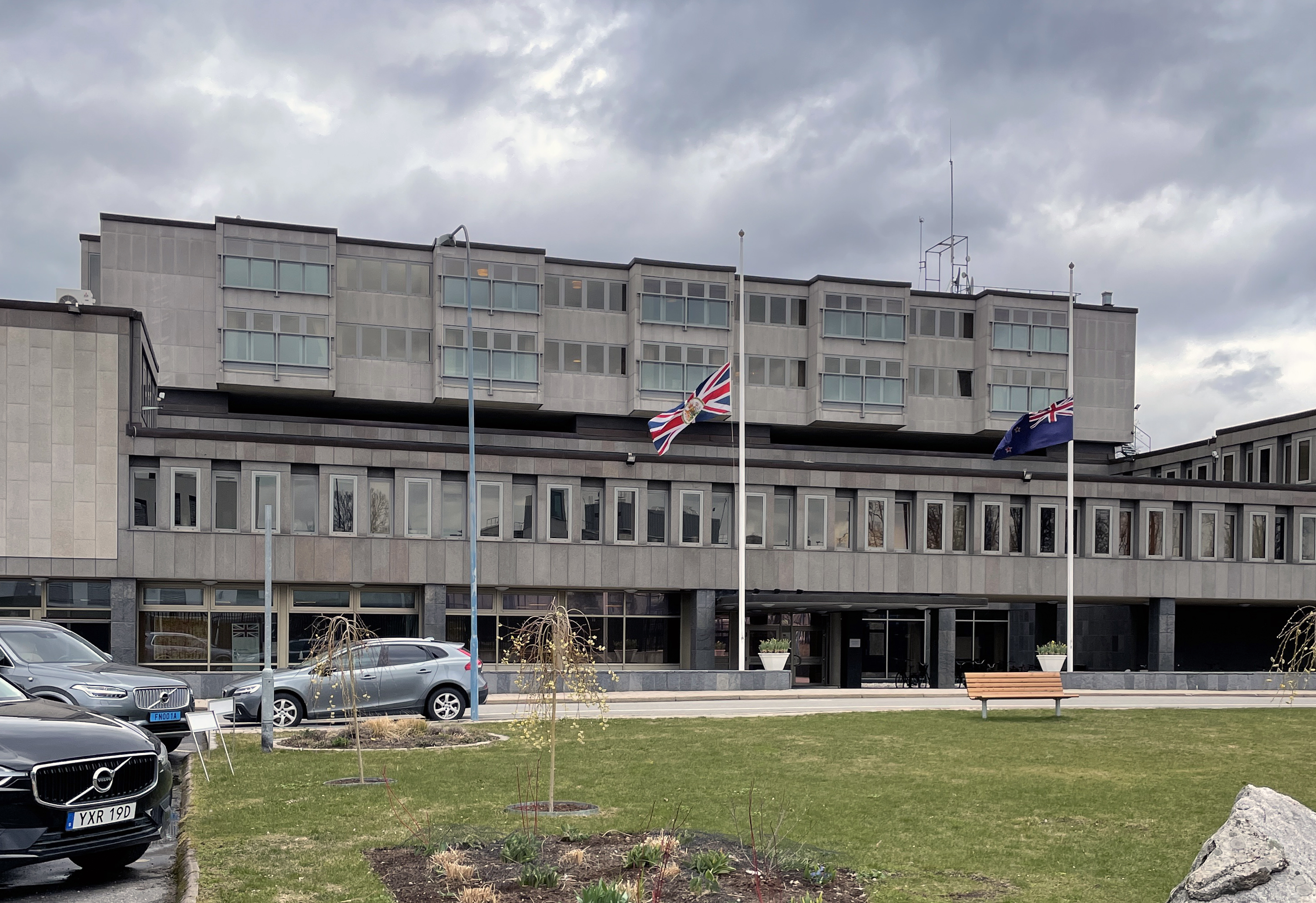
As embaixadas do Reino Unido e da Nova Zelândia em Estocolmo com bandeiras a meio mastro a 9 de abril

Às 18h do dia 9 de abril, o sino tenor da Abadia de Westminster começou a tocar, e foi tocado uma vez a cada minuto durante 99 minutos, para refletir a vida do duque.
O plano incluía tarefas para divulgar as notícias em toda a Comunidade das Nações. Na Austrália, um dos reinos da Commonwealth do qual Isabel II é rainha, a responsabilidade de informar o governo e o público era do governador-geral David Hurley.
A maioria dos ensaios militares para o cortejo fúnebre ocorreu no acampamento Pirbright e um ensaio geral ocorreu no Castelo de Windsor a 15 de abril.

## Problemas de saúde
Em 16 de fevereiro de 2021, Philip foi internado no King Edward VII's Hospital como medida de precaução após sentir-se mal. Em 1 de março, Philip foi transferido para o Hospital St Bartholomew e, em 3 de março, foi submetido a um procedimento bem-sucedido para um problema cardíaco preexistente. Em 5 de março, ele foi transferido de volta para o King Edward VII's Hospital, e em 16 de março ele recebeu alta.